# Sympetrum haematoneura
Sympetrum haematoneura е вид водно конче от семейство Libellulidae. Видът не е застрашен от изчезване.

## Разпространение
Разпространен е в Индия (Джаму и Кашмир, Мегхалая и Утаракханд), Китай (Тибет) и Непал.